# Albin Olsson
Albin Pierre John Zorman Olsson, född 11 december 1986, är en svensk ståuppkomiker och programledare i radio.
Albin Olsson är programledare i Sveriges radio P3. Han började med ståuppkomik i början av 2010-talet i Göteborg, innan han flyttade till Stockholm och bland annat blev återkommande gäst i Simon Gärdenfors podcast Arkiv Samtal. Han blev en del av humorkollektivet Specialisterna, med bland andra Simon Gärdefors, Petrina Solange, och Anton Magnusson. År 2016 lanserade han en idé på twitter om att göra en podd av Lasse Kronérs kokbok 80 väldigt goda mackor. David Sundin uppskattade idén och tillsammans skapade de podden med samma namn, där samtliga recept i boken tillagades, och Lasse Kronér själv var gäst i programmet när de gjorde den 80:e mackan.
Tillsammans med musikerna Otto Niklasson Elmerås och Daniel Aldenmark, har han gjort podden Jag vill vara Håkan, som också har blivit ett band men med lite olika namn. Bandet gör låtar där de försöker låta som Håkan Hellström, och som de tycker han borde göra eller borde ha gjort.
Albin Olsson var en av programledarna i Sveriges Radio P3:s program Tankesmedjan och har även varit programledare i P3 med..., tillsammans med i första hand Moa Wallin respektive Isabelle Hambe.
Albin Olsson är även en av tre komiker som gör podcasten Kafferepet.